# Aron Sandén
Aron Sandén, född 19 april 1999, är en svensk fotbollsspelare som spelar för Sollentuna FK.

## Karriär
Sandéns moderklubb är Spånga IS. Han spelade nio matcher och gjorde fyra mål för klubben i Division 4 2015.
2016 gick Sandén till IF Brommapojkarna. Inför säsongen 2019 flyttades Sandén upp i A-laget och skrev samtidigt på ett treårskontrakt. Sandén gjorde sin Superettan-debut den 7 april 2019 i en 4–0-vinst över Dalkurd FF, där han blev inbytt i den 86:e minuten mot Eric Johana Omondi.
I mars 2021 värvades Sandén av Ettan-klubben Sollentuna FK.